# 長沼城 (陸奥国)
長沼城（ながぬまじょう）は、福島県須賀川市長沼にあった日本の城。戦国時代には蘆名氏と二階堂氏による争奪戦が繰り返された。1968年（昭和43年）4月1日に須賀川市指定史跡となった。

## 歴史・沿革
文応元年（1260年）長沼隆時が築城したといわれているが、詳細は不明。
永禄9年（1566年）、二階堂盛義が蘆名盛氏に敗れたことにより、長沼城は蘆名氏の支配下に置かれ、新国貞道が城主となった。
蘆名氏が天正17年（1589年）に滅亡した後、新国氏は伊達氏に仕えた。
天正18年（1590年）には豊臣秀吉の命により奥州に国替となった蒲生氏郷の支配下に移り、蒲生郷安が城主となった。
文禄4年（1595年）に蒲生領の支城の多くが破却された際、長沼城も対象となった。
慶長3年（1598年）に上杉景勝の領地となり、再び利用された。信濃国の長沼城より島津忠直が城代として移った。
慶長5年（1600年）の関ヶ原の戦いでは長沼城が白河後方の拠点の城として重要な位置にあったことから上杉氏による改修が行われている。慶長6年（1601年）には蒲生秀行の領地となり、蒲生郷治、玉井数馬介が城主となったが、元和元年（1615年）の一国一城令により廃城とされた。
蒲生氏の後に会津に入った加藤氏の時代には代官所の一部として使われたと考えられている。

## 構造
南北二つの丘陵を利用して建てられており、頂上に本丸、西側の一段低い場所に二の丸を配置している。この本丸と二の丸を取り囲む帯曲輪の東西に、さらに一段低い三の丸が配置されている。ほとんどが土塁で作られた城だが、本丸北西には石垣の上に三重の櫓が建てられていた。

## 考古資料

### 遺構
現在、本丸跡、東三の丸跡が公園となっている。
本丸の遺構に稲荷神社があり、この社殿の裏手に石垣の一部が残っている。二の丸跡にも土塁や石垣などが部分的に見られる。